# Fourrier
Pour les articles homonymes, voir Fourrier (homonymie).
 (janvier 2013).
Si vous disposez d'ouvrages ou d'articles de référence ou si vous connaissez des sites web de qualité traitant du thème abordé ici, merci de compléter l'article en donnant les références utiles à sa vérifiabilité et en les liant à la section « Notes et références ».
 (janvier 2013).

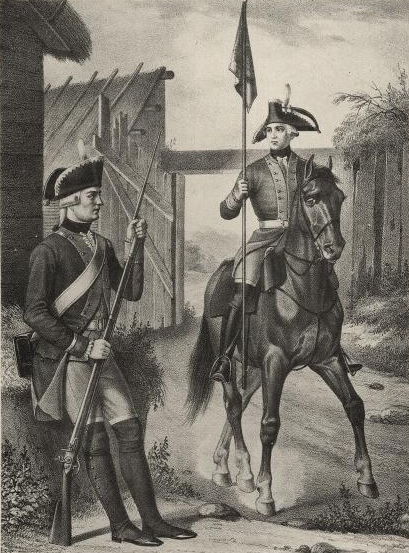
Fourrier à cheval, Russie 1763-1786

Le grade militaire de fourrier, est attribué au chargé de l'intendance. Le terme vient de fourrage ; il existe aussi des sergent fourrier voire caporal fourrier.

## Historique
Initialement, le fourrier est un sous-officier de cavalerie chargé spécialement des écuries.
Un caporal-fourrier ou un sergent-fourrier, grades aujourd'hui disparus, néanmoins l'appellation demeure en tant que fonction.
Le terme fourrier est encore employé dans l'armée suisse.
Dans l'armée française, le terme fourrier est encore employé et désigne en général un caporal-chef ou caporal-chef de première classe, il est le responsable de la fourre, c'est-à-dire d'un local de rangement pour divers matériels collectifs utilisés généralement pour la vie en campagne ou pour des activités spéciales.
Le personnel de la spécialité de fourrier est l'équivalent d'un comptable civil.

## Pays

### Marine nationale française
Dans la Marine nationale française, les fourriers étaient chargés de tout ce qui touchait aux dépenses publiques (soldes, gestion du matériel, vivres, frais de déplacements...). De par leur formation et leur savoir-faire, ils étaient considérés comme les meilleurs comptables dans les armées.
Après plusieurs siècles d'existence, la Marine a supprimé la spécialité de fourrier en 2010. La plupart des fourriers ont été convertis en spécialité de comptables logisticiens ou de gestionnaire de ressources humaines.
Les fourriers étaient reconnaissables à un insigne d'une bande dorée sur chaque bras de leur vareuse ou veste. Ils étaient les seuls à avoir conservé cette marque de distinction de l'empire napoléonien.
Le terme fourrier remonterait à 1534. Il s'agit alors du chargé du fourrage et du logement de la troupe, véritable homme de confiance du capitaine de compagnie. C'est donc un terme terrien qui fera son entrée dans la marine en 1758 par le biais des corps d'infanterie et d'artillerie de la Marine sous Choiseul qui cumule alors les fonctions de Secrétaire d'état de la Marine et de la Guerre, longtemps séparées. Après plusieurs éclipses, le terme de fourrier réapparaît définitivement en 1832. Il est alors chargé des «écritures» et de la comptabilité à bord des bateaux.
Les fourriers de la Marine ont conservé comme insigne distinctif un large galon d'or, identique à celui que portaient les fourriers de l'Empire.

## Fourriers célèbres
- Jean-Baptiste Bernadotte a été fourrier du 21 juin 1786 au 8 mai 1788 ; il continuera de monter en grade et fut maréchal d'Empire le 19 mai 1804 ; il devient roi de Suède sous le nom Charles XIV Jean le 5 février 1818 au décès de son père adoptif  Charles XIII de Suède.
- Guillaume Apollinaire a exercé la fonction de brigadier-fourrier pendant la Première Guerre mondiale, en 1915.
- Samuel de Champlain était d'abord fourrier, « aide » de Jean Hardy (qui est le maréchal des logis).
- Nicolas Baudin, fourrier, marin, capitaine, cartographe et explorateur français du XVIIIe siècle.
- Étienne Béniton, dit le capitaine Gervais, a exercé cette fonction pendant les guerres napoléoniennes et décrit en détail son rôle dans ses mémoires.
- Frédéric Bazille, peintre pré-impressionniste, originaire de Montpellier, fut sergent-fourrier durant la guerre de 1870.
- Michel Pacha a commencé sa carrière comme fourrier.